# سزار بریتو
سزار بریتو (انگلیسی: César Brito؛ زادهٔ ۲۱ اکتبر ۱۹۶۴) بازیکن سابق فوتبال اهل پرتغال است که در پست مهاجم بازی می‌کرد.
وی همچنین در تیم ملی فوتبال پرتغال بازی کرده‌است.